# پیچیدگی کولموگروف
در نظریه الگوریتمی اطلاعات (زیررشته‌ای از علوم رایانه و ریاضیات)، پیچیدگی کولموگروف (انگلیسی: Kolmogorov complexity) یک شیء، از قبیل یک قسمت از متن، طول کوتاه‌ترین برنامهٔ رایانه‌ای (در زبان برنامه‌نویسی) از پیش تعیین شده است) که شیء را به عنوان خروجی ایجاد می‌کند. پیچیدگی کولموگروف معیاری برای سنجش منابع محاسباتی مورد نیاز برای مشخص کردن شیء است و به عنوان پیچیدگی توصیفی، پیچیدگی کولموگروف-چایتلین، انتروپی الگوریتمی یا پیچیدگی اندازه-برنامه نیز شناخته می‌شود و به نام آندری کولموگوروف که اولین انتشار در رابطه با موضوع در سال ۱۹۶۳ داشت نام‌گذاری شده است.